# قدرات ديناميكية
القدرة الديناميكية هي قدرة المنظمة على تكييف قاعدة موارد المنظمة عن قصد. تم تعريف هذا المفهوم من قبل ديفيد تيس وغاري بيسانو وأيمي شوين، في مقالتهم 1997 الديناميكية القدرات والإدارة الاستراتيجية، بأنها «قدرة الشركة على دمج وبناء وإعادة تكوين الكفاءات الداخلية والخارجية لمعالجة البيئات المتغيرة بسرعة».
يستخدم المصطلح غالبًا في صيغة الجمع، القدرات الديناميكية، مع التأكيد على أن القدرة على الاستجابة بشكل مناسب وفي الوقت المناسب للتغيرات الخارجية تتطلب مجموعة من القدرات المتعددة.

## نظرة عامة
تم تقديم عبارة «القدرات الديناميكية» في ورقة عمل من إعداد ديفيد تيس، وغاري بيسانو، وآيمي شوين. نُشرت النسخة النهائية التي استعرضها النظراء في عام 1997.
تشبه فكرة القدرات الديناميكية في بعض النواحي مفهوم القدرات التشغيلية الموجود سابقًا؛ يتعلق الأخير بالعمليات الحالية للمؤسسة، في حين تشير الأولى، على النقيض من ذلك، إلى قدرة المنظمة على تغيير هذه العمليات بكفاءة واستجابة وتنمية مواردها.
الافتراض الرئيسي لهذا الإطار هو أنه ينبغي استخدام الكفاءات الأساسية للمنظمة لإنشاء مراكز تنافسية على المدى القصير يمكن تطويرها لتصبح ميزة تنافسية على المدى الطويل. يربط نيلسون وينتر، في كتابهما لعام 1982 «نظرية التطور التطوري للتغير الاقتصادي»، بين نمو مفهوم القدرات الديناميكية وبين النظرة القائمة على الموارد للشركة ومفهوم «الروتين» في النظريات التطورية للتنظيم. وصفه دوما وشودر بأنه جسر بين الأدب الاستراتيجي القائم على الاقتصاد والمناهج التطورية للمنظمات.
تؤكد وجهة نظر الشركة القائمة على الموارد على الميزة التنافسية المستدامة؛ من ناحية أخرى، تركز رؤية القدرات الديناميكية على مسألة البقاء التنافسي استجابة لظروف الأعمال المعاصرة سريعة التغير. دعا الباحثان الاستراتيجيان جريجوري لودفيج وجون بيمبيرتون، في واحدة من الدراسات التجريبية القليلة حول هذا الموضوع، إلى توضيح العمليات المحددة لبناء القدرات الديناميكية في صناعات معينة لجعل المفهوم أكثر فائدة لكبار المديرين الذين يحددون توجيهات لشركاتهم.
تتعلق نظرية القدرات الديناميكية بوضع استراتيجيات لكبار مديري الشركات الناجحة للتكيف مع التغيير الجذري المتواصل، مع الحفاظ على الحد الأدنى من معايير القدرة لضمان البقاء التنافسي. على سبيل المثال، لا يمكن للصناعات التي اعتمدت تقليديًا على عملية تصنيع محددة أن تغير هذه العملية دائمًا في غضون مهلة قصيرة عند وصول تقنية جديدة؛ عندما يحدث هذا، يحتاج المديرون إلى تكييف إجراءاتهم الخاصة لتحقيق أقصى استفادة من مواردهم الحالية مع التخطيط في الوقت نفسه للتغييرات المستقبلية للعملية مع انخفاض الموارد.
يركز إطار القدرات الديناميكية الجديدة، الذي طرحته إيمي شوين في تحليلها للويب 2.0، على قدرة الشركة على تنظيم وإعادة تكوين الكفاءات ذات المصادر الخارجية بسرعة، بدءًا من أبل وجوجل أندرويد والنظم الإيكولوجية لمطوري لينوكس أي بي ام ومبادرات التمويل الجماعي الجماعي. تطبيق أوباما للجوال - مع الاستفادة من الموارد الداخلية مثل المنصات والدراية الفنية ومجتمعات المستخدمين والشبكات الرقمية والاجتماعية وشبكات الجوال. يأخذ إطار القدرات الديناميكية الجديدة في الحسبان اقتصاديات المعلومات الرقمية والشبكات  وسقوط تكاليف معاملات الاشتراك في استخدام الخدمات المتخصصة. وفقا لـ فيليب، على الرغم من ذلك، هناك حاجة إلى مزيد من البحث لقياس «القدرات» وتطبيق الأفكار بشكل مناسب على مواقف الإدارة العملية.

## العمليات
يقدم ارندتو بيرسو تيس وصفًا مفصلاً للعمليات والجذور النظرية (2017). اقترحو ثلاث قدرات ديناميكية حسب الضرورة لمنظمة لمواجهة التحديات الجديدة: قدرة الموظفين على التعلم بسرعة وبناء أصول إستراتيجية جديدة؛ دمج هذه الأصول الاستراتيجية الجديدة، بما في ذلك القدرة والتكنولوجيا وتعليقات العملاء، في عمليات الشركة؛ وأخيرًا تحول أو إعادة استخدام الأصول الموجودة التي انخفضت قيمتها. يشير تيس إلى التنفيذ الناجح لهذه المراحل الثلاث على أنها تطوير «خفة الحركة للشركات».

### تعلم
تتطلب المرحلة الأولى، التعلم، من الموظفين والمديرين إعادة تنظيم إجراءاتهم الروتينية لتعزيز التفاعلات التي تؤدي إلى حلول ناجحة لمشاكل معينة، والاعتراف بالأنشطة المختلة وظيفياً والبقع العمياء الاستراتيجية وتجنبها، والاستفادة المناسبة من التحالف والاستحواذ لجلب إستراتيجية جديدة الأصول في الشركة من مصادر خارجية. تم تقديم مثال عملي على ذلك من قبل جان بيير جانيت وهاين شرايدرر، في كتابهما «من الفحم إلى التكنولوجيا الحيوية»، والذي يوضح كيف حولت الشركة الهولندية DSM نفسها مرتين باستخدام «دورات التعلم الاستراتيجية».

### أصول جديدة
في كتابه لعام 1988 «إدارة الجودة»، ذكر ديفيد أ. جارفين أن أداء الجودة يعتمد على الإجراءات التنظيمية لجمع ومعالجة المعلومات، لربط تجارب العملاء بخيارات التصميم الهندسي وتنسيق المصانع وموردي المكونات. تتطلب الميزة التنافسية المتزايدة أيضًا تكامل الأنشطة والتكنولوجيات الخارجية من خلال التحالفات والشراكات.

### تحويل الأصول الموجودة
أشار الاقتصاديون أميت وشومايكر في عام 1993 إلى أن النجاح في الأسواق سريعة التغير يعتمد على إعادة تشكيل هيكل أصول الشركة لإنجاز تحول داخلي وخارجي سريع. يجب على الشركات تطوير عمليات لإحداث تغييرات غير مكلفة مع تحقيق إعادة التكوين والتحول قبل المنافسة. ويمكن دعم ذلك عن طريق اللامركزية والاستقلال المحلي والتحالفات الاستراتيجية.

### شارك في التخصص
مفهوم «القدرات الديناميكية» هو التخصص المشترك. على سبيل المثال، الأصول المادية والموارد البشرية والملكية الفكرية للشركة، بعد أن تطورت مع مرور الوقت، هي أكثر قيمة في تركيبة من منفصلة، وتمنح الشركة ميزة تنافسية مستدامة.

### التمييز بين القدرات الديناميكية والقدرات العادية
ترتبط القدرات الديناميكية ارتباطًا وثيقًا بمفهوم القدرات العادية نظرًا لأن كليهما يمثلان إمكانات تنظيمية، ولكن كلاهما متميز بطبيعته. ركزت وجهة نظر الشركة القائمة على الموارد ورؤية القدرات الديناميكية (DCV) على فئتين واسعتين من القدرات التنظيمية التي تعتبر ضرورية لأداء الشركة: القدرات العادية التي لا تتطلب أي أمر لاستغلال الأصول الاستراتيجية الحالية للشركة من خلال يوم إلى آخر العمليات اليومية (2003) والقدرات الديناميكية العليا المطلوبة لتغيير قاعدة موارد الشركة من خلال دمج الكفاءات وبناءها وإعادة تكوينها أظهر أن هناك حاجة إلى قدرات عادية وديناميكية في سياقات مختلفة.